# Fehlfarben
Fehlfarben je německá rocková hudební skupina. Založili ji v roce 1979 v Düsseldorfu členové místních punkových kapel Mittagspause a Deutsch Amerikanische Freundschaft. Název znamená „špatné barvy“ a je inspirován zaměstnáním frontmana skupiny Petera Heina u firmy Xerox.
Fehlfarben byli v počátcích své existence ovlivněni britským ska, po vydání debutového alba u firmy EMI se zařadili k hlavním představitelům Neue Deutsche Welle, využívali vlivy funku a post punku. V roce 1982 nahráli svůj největší hit „Ein Jahr (Es geht voran)“, zabývající se tématem squattingu. Skupina se rozpadla v roce 1984, ale v roce 1989 obnovila činnost.

## Aktuální sestava
- Peter Hein (zpěv)
- Thomas Schneider (kytara)
- Michael Kemner (baskytara)
- Frank Fenstermacher (klávesy, saxofon, perkuse)
- Kurt Dahlke (klávesy)
- Saskia von Klitzing (bicí)

## Diskografie

### Dlouhohrající alba
- Monarchie und Alltag (1980)
- 33 Tage in Ketten (1981)
- Glut und Asche (1983)
- Die Platte des Himmlischen Friedens (1991)
- Live (1993)
- Popmusik und Hundezucht (1995)
- Knietief im Dispo (2002)
- 26½ (2006)
- Handbuch für die Welt (2007)
- Glücksmaschinen (2010)
- Xenophonie (2012)
- Über...Menschen (2015)

### Singly
- Große Liebe - Maxi/Abenteuer & Freiheit (1980)
- Das Wort Ist Draussen/Wie Bitte Was?! (1981)
- Ein Jahr (Es Geht Voran) (1982)
- 14 Tage (1982)
- Untitled (1982)
- Agenten In Raucherkinos (1983)
- Tag Und Nacht (1983)
- 'Magnificent Obsession (1983)
- Keine Ruhige Minute/Der Himmel Weint (1985)
- Ein Jahr (Es Geht Voran) (Remix) (1990)
- In Zeiten Wie Diesen (1991)
- Es War Vor Jahren/Das Sind Die Leute (1991)
- In Zeiten Wie Diesen (1991)
- Club Der Schönen Mütter (2002)
- Alkoholen (2003)
- Der Chef/Das War Vor Jahren (Live) (2003)
- Wir Warten (Ihr Habt Die Uhr, Wir Die Zeit) (2010)
- Platz Da!! (2012)